# Simmias z Aten
Simmias z Aten (syn Eupalamosa) – grecki rzeźbiarz działający w okresie wczesnoarchaicznym, autor niezachowanego posągu Dionizosa.